# Sancha Margarida Tilman
Sancha Margarida Tilman (* 22. Oktober 1978 in Letefoho, Manufahi, Osttimor) ist eine osttimoresische Beamtin und Politikerin. Sie ist Mitglied der Partido Democrático (PD). Tilman hat einen Mastertitel in Jura inne.
Tilman arbeitete über 20 Jahre als Beamtin beim Generalsekretariat des Nationalparlaments. Von 2002 bis 2009 als Verwaltungstechnikerin, dann bis 2012 als Rechtsanalystin und bis 2023 als Juristin. Mehrfach wurde sie für ihre Arbeit ausgezeichnet.
Bei den Parlamentswahlen 2023 trat Tilman auf Platz 6 der Wahlliste der PD an und gewann einen Sitz im Parlament. Im 6. Nationalparlament Osttimors ist sie Sekretärin des Ausschusses für Außenangelegenheiten, Verteidigung und Sicherheit (Kommission B).